# Motokwe
Motokwe è un villaggio del Botswana situato nel distretto di Kweneng, sottodistretto di Kweneng West. Il villaggio, secondo il censimento del 2011, conta 2.139 abitanti.

## Località
Nel territorio del villaggio sono presenti le seguenti 20 località:
- Dikolobe di 7 abitanti,
- Dikukama di 7 abitanti,
- Ditshukudu di 4 abitanti,
- Khakhwaya,
- Khekhenya/Chepetese di 501 abitanti,
- Khokhamoya/Samane di 36 abitanti,
- Khong di 23 abitanti,
- Leretlweng di 4 abitanti,
- Makajane di 13 abitanti,
- Makhujwane di 16 abitanti,
- Maokamelo di 25 abitanti,
- Masenkaneng,
- Masokwe di 30 abitanti,
- Mathaologe di 17 abitanti,
- Motokwe Lands di 5 abitanti,
- Samane/ Khekhenye Lands di 17 abitanti,
- Segeng di 9 abitanti,
- Sekaname,
- Sekantse,
- Sonyane di 12 abitanti